# Университетский колледж Дублина
Университетский колледж Дублина (ирл. An Coláiste Ollscoile, Baile Átha Cliath) — исследовательский университет в городе Дублин. В университете проходят обучение 32 тысячи студентов, работают полторы тысячи преподавателей и сотрудников, что делает его крупнейшим высшим учебным заведением Ирландии. Основан в 1854 году как Католический университет Ирландии, чтобы обеспечить качественным образованием ирландских католиков. По «Irish Universities Act» 1908 года он стал частью Национального университета Ирландии и был переименован в «University College Dublin».

## История
Университет был открыт в 1854 году под названием «Католический университет Ирландии». Основной задачей при создании университета ставилось предоставить католикам доступное высшее образование из рук преподавателей-католиков, так как Тринити-колледж был предназначен для протестантов. Первым ректором университета стал кардинал Джон Генри Ньюмен. Будучи частным учебным заведением, Католический университет испытывал как серьёзные финансовые трудности, так и проблемы формального характера, связанные с выдачей дипломов.
В 1880 году был основан Королевский университет Ирландии; переформированный Католический университет вошёл в его состав как Дублинский университетский колледж. В конце XIX — начале XX в. колледж переживает период расцвета: среди студентов и преподавателей были Джерард Мэнли Хопкинс и Джеймс Джойс; в нём учились многие деятели национального возрождения и борьбы за независимость Ирландии, в том числе Патрик Пирс, Дуглас Хайд, Джон Костелло. Студенты и преподаватели колледжа принимали участие в Пасхальном восстании; с 1919 по 1922 год заседания первого ирландского парламента проходили в университетском здании на Эрлсфорт-террас.
К 1940-м годам Университетский колледж стал крупнейшим высшим учебным заведением Ирландии. В начале 1960-х годов колледжу была выделена новая территория в пригороде Дублина — Белфилде. В 2006 году было объявлено о масштабном проекте реконструкции университетских зданий.
Традиционно выпускники университета занимают видное место в политической жизни. Четыре из восьми президентов и шесть из двенадцати премьер-министров Ирландии были выпускниками Университетского колледжа. Среди известных писателей, окончивших колледж — Флэнн О'Брайен и Мейв Бинчи; действие романа М. Бинчи «Круг друзей» происходит среди студентов Университетского колледжа. Среди известных ученых - Питер Мэйр. Известный британский пианист Брендан Кавана, также является выпускником этого колледжа.
В 2003 году открылся NovaUCD, Европейский центр инноваций и трансфера технологий. В 2004 году президентом был назначен Хью Брэди. В 2006 году началась работа UCD Horizons. В 2009 году Тринити-колледж и Университетский колледж Дублина объявили об Инновационном альянсе. В 2010 году Национальный колледж искусств и дизайна и Университетский колледж Дублина образовали академический альянс. В 2012 году открылся расширенный Студенческий и спортивный центр. В 2012 году колледж закрыл легкоатлетическую базу, и студенты потребовали извинений. В 2013 году открылся Научный центр О'Брайена и юридическая школа Сазерленда. Сейчас это крупнейшая юридическая школа общего права в Европейском Союзе. В 2015 году Университетский колледж Дублина открыл глобальный центр в США. В 2019 году Университетский колледж Дублина стал первым ирландским университетом, запустившим модуль «изучения негров», координируемый доктором Эбун Джозеф и профессором Кэтлин Линч. В марте 2022 года профессор Эндрю Дикс подал в отставку, чтобы занять должность вице-канцлера Университета Мердока в Перте, Западная Австралия. Исполняющим обязанности президента был назначен профессор Марк Роджерс.

## Колледжи
- College of Arts & Celtic Studies
- College of Business & Law Архивная копия от 14 декабря 2008 на Wayback Machine
- College of Engineering, Mathematical & Physical Sciences Архивная копия от 24 февраля 2017 на Wayback Machine
- College of Human Sciences
- College of Life Sciences